# Ниссуа (город, Миннесота)
Ниссуа (англ. Nisswa) — город в округе Кроу-Уинг, штат Миннесота, США. На площади 47,6 км² (28,2 км² — суша, 19,5 км² — вода), согласно переписи 2002 года, проживают 1953 человека. Плотность населения составляет 69,3 чел./км².
- Телефонный код города — 218
- Почтовый индекс — 56468
- FIPS-код города — 27-46348[1]
- GNIS-идентификатор — 0648560[2]